# Sophie Rodriguez
Sophie Rodriguez (* 7. Juli 1988 in Échirolles, Département Isère) ist eine ehemalige französische Snowboarderin. Sie startete vorwiegend in der Disziplin Halfpipe, manchmal auch im Snowboardcross.

## Werdegang
Sophie Rodriguez gewann als Neunjährige in der Saison 1997/98 schon ihre ersten Titel bei französischen Meisterschaften, bei den „Küken“ in der Halfpipe und im Snowboardcross, in der Folgesaison zusätzlich im Parallelwettbewerb und ein Jahr später obendrein die Kombination. Bis 2006 blieb sie in ihrer jeweiligen Altersklasse in Frankreich dominierend. Die ersten Landesmeisterschaften bei den Senioren holte sie 2003 in der Kombination und im März 2004 in Valloire in der Halfpipe. Ab 2001 trat sie international bei FIS-Rennen an. Ihre ersten Juniorenweltmeisterschaften bestritt sie als jüngste Teilnehmerin im Februar 2003, beim Sieg der US-Amerikanerin Lindsey Jacobellis vor Silvia Mittermüller in Prato Nevoso wurde sie Vierzehnte, gleichzeitig zweite der Jugendweltmeisterschaften. Einen Monat später debütierte sie in Serre Chevalier im Weltcup mit einem zweiten Platz hinter der Österreicherin Nicola Pederzolli und vor Paulina Ligocka aus Polen. Die Saison 2003/2004 begann sie mit einem zehnten Platz in Valle Nevado, bevor sie in fünf FIS-Rennen – dreimal Halfpipe und zweimal Boardercross – hintereinander siegte und im Januar 2004 in Kreischberg auch ihren ersten Weltcup-Sieg feiern konnte bei einem Wettbewerb, in dem sie vor ihrer Mannschaftskameradin Angèle Clavet erneut die jüngste Teilnehmerin war. Drei Wochen später erzielte sie ihren bis dahin größten Erfolg, als sie Juniorenweltmeisterin in der Halfpipe im tschechischen Klínovec wurde. Im März gelang ihr im Weltcup wieder der Sprung aufs Podest, diesmal als Zweite in Bardonecchia.
Noch erfolgreicher entwickelte sich die Saison 2004/05 für Rodriguez. Sie startet mit einem sechsten Platz in Chile in den Weltcup und konnte im Dezember auch erstmals im Boardercross einen Podestplatz als Dritte in Nassfeld-Hermagor besteigen. Es folgten die Weltmeisterschaften in Whistler Mountain. Sie konnte sowohl im Cross mit Platz zehn als auch beim Sieg von Doriane Vidal in der Halfpipe mit Platz neun respektable Ergebnisse einfahren. Bei weiteren fünf aufeinanderfolgenden Weltcup-Starts war sie in den Top Ten mit einem zweiten Platz im Halfpipe-Wettbewerb von Sungwoo als Highlight. Den Saisonabschluss bildeten die Juniorenweltmeisterschaften, die sie als erfolgreichste Teilnehmerin mit den Titeln im Snowboardcross und der Halfpipe abschloss. Mit diesen Ergebnissen erreichte sie in der Halfpipe-Disziplinwertung des Weltcups den fünften Rang, drei Plätze besser als im Vorjahr. In der Saisonwertung des Boardercross wurde sie immerhin noch Fünfzehnte. Im gleichen Jahr wurde sie beim Europäischen Olympischen Winter-Jugendfestival in Monthey erste in der Halfpipe. In der Saison 2005/2006 konnte sie sich in der Disziplinwertung Halfpipe mit Platz drei wieder verbessern und erreichte Platz dreizehn der Gesamtwertung. Sie startete bei insgesamt zehn Weltcup-Rennen. Zwei dritte Plätze und vier Top-Ten-Ergebnisse bedeuteten für Rodriguez die Qualifikation für die Olympischen Spiele 2006 in Turin. Dort konnte sie als zweitbeste Französin mit einem dreizehnten Platz nicht unter die Top Ten boarden; zwar blieb sie vor Cécile Alzina (Platz 19), aber ihre ältere Teamkollegin Doriane Vidal schaffte Platz acht. Zum Abschluss der Saison gelang Rodriguez ein Sieg im Snowboardcross und der zweite Platz in der Halfpipe bei den französischen Meisterschaften.
Im Februar 2007, nach einem für sie eher mäßigen Beginn der Saison 2006/07, verletzte sich Rodriguez im Boardercross beim Weltcup in Furano. Sie musste die Saison mit einem Kreuzbandriss beenden und konzentrierte sich während der Rekonvaleszenz auf ihren Schulabschluss. Erst kurz vor dem Jahreswechsel konnte sie in die Saison 2007/08 einsteigen, zunächst im Nor-Am Cup. Aber schon Ende Januar in Bardonecchia gelang ihr wieder der Sprung aufs Weltcup-Podium, sie wurde Dritte und ließ zwei Top-Ten-Plätzen erneut einen dritten Rang in Calgary folgen. Im März 2008 in Valmalenco beherrschte sie den Halfpipe-Bewerb beim Gewinn ihres vierten Juniorenweltmeistertitels ebenso wie kurze Zeit später beim Gewinn des französischen Meistertitels. Die Saison 2008/09 begann sie mit Platz zwölf in Cardrona (Neuseeland); einem zweiten Platz beim Europacup in Saas-Fee folgte mit Rang drei das erste Weltcup-Podest der Saison am selben Ort. Bei den Weltmeisterschaften 2009 in Gangwon belegte sie Platz vierzehn in der Halfpipe, im Boardercross war sie nicht am Start. Zu Beginn der Saison 2009/10 kam sie beim Weltcup in Saas-Fee mit dem dritten Platz in der Halfpipe erneut aufs Podest. Bei den Olympischen Winterspielen 2010 in Vancouver wurde sie Fünfte in der Halfpipe. Im März 2010 gewann sie bei den Winter-X-Games-Europe 2010 in Tignes die Bronzemedaille. Im folgenden Jahr belegte sie bei den Snowboard-Weltmeisterschaften 2011 in La Molina den 12. Platz und gewann bei der Winter-Universiade 2011 in Erzurum die Silbermedaille in der Halfpipe. Im Weltcup belegte sie zweimal Platz vier und einmal Rang sechs und erreichte Platz neun im Freestyle-Weltcup. Nach Platz eins beim Europacup in Saas-Fee zu Beginn der Saison 2011/12, errang sie im Weltcup die Plätze drei und fünf und erreichte damit jeweils den sechsten Platz im Halfpipe-Weltcup und im Freestyle-Weltcup. Im April 2012 wurde sie französische Meisterin in der Halfpipe. Zu Beginn der Saison 2012/13 errang sie beim Weltcup in Cardrona den zweiten Platz. Beim Saisonhöhepunkt den Snowboard-Weltmeisterschaften 2013 in Stoneham gewann sie die Bronzemedaille in der Halfpipe. Bei den folgenden Weltcup in Sotschi kam sie auf den dritten Platz. Ende März 2013 holte sie in Sierra Nevada ihren zweiten Weltcupsieg und erreichte zum Saisonende im Freestyle-Weltcup und im Halfpipe-Weltcup jeweils den dritten Platz. Im April 2013 wurde sie wie im Vorjahr französische Meisterin in der Halfpipe. Im folgenden Jahr belegte sie bei den Winter-X-Games 2014 in Aspen und bei den Olympischen Winterspielen in Sotschi jeweils den siebten Rang in der Halfpipe und wurde erneut französische Meisterin in der Halfpipe. Im Weltcup kam sie dreimal unter die ersten Zehn und erreichte den zehnten Platz im Freestyle-Weltcup und den sechsten Rang im Halfpipe-Weltcup Bei den Snowboard-Weltmeisterschaften 2015 am Kreischberg errang sie den fünften Platz in der Halfpipe. Zu Beginn der Saison 2015/16 kam sie beim Weltcup in Cardrona auf den dritten Rang. Im weiteren Saisonverlauf belegte sie im Weltcup die Plätze zehn und elf und erreichte zum Saisonende den achten Platz im Halfpipe-Weltcup. Im Februar 2016 wurde sie Siebte bei den X-Games Oslo 2016. In den folgenden Jahren bis zu ihren Karriereende 2018 belegte sie bei den Snowboard-Weltmeisterschaften 2017 den achten Platz und bei den Olympischen Winterspielen 2018 in Pyeongchang den zehnten Rang.

## Erfolge

### Olympische Spiele
- Turin 2006: 13. Halfpipe
- Vancouver 2010: 5. Halfpipe
- Sotschi 2014: 7. Halfpipe
- Pyeongchang 2018: 10. Halfpipe

### Weltmeisterschaften
- Whistler 2005: 9. Halfpipe, 10. Snowboardcross
- Arosa 2007: 16. Halfpipe
- Gangwon 2009: 14. Halfpipe
- La Molina 2011: 12. Halfpipe
- Stoneham 2013: 3. Halfpipe
- Kreischberg 2015: 5. Halfpipe
- Sierra Nevada 2017: 8. Halfpipe

### Juniorenweltmeisterschaften
- Prato Nevoso 2003: 14. Halfpipe
- Klinovec und Oberwiesenthal 2004: 1. Halfpipe, 29. Snowboardcross
- Zermatt 2005: 1. Snowboardcross, 1. Halfpipe
- Valmalenco 2008: 1. Halfpipe

### European Youth Olympic Festival
- Monthey 2005: 1. Halfpipe

### Winter-Universiade
- Erzurum 2011: 2. Halfpipe

### Weltcup
- 16 Podestplätze, davon 2 Siege:

|    | Datum           | Ort           | Disziplin |
| -- | --------------- | ------------- | --------- |
| 1. | 23. Januar 2004 | Kreischberg   | Halfpipe  |
| 2. | 27. März 2013   | Sierra Nevada | Halfpipe  |

### Europacup
- 3 Podestplätze, davon 2 Siege:

|    | Datum            | Ort         | Disziplin |
| -- | ---------------- | ----------- | --------- |
| 1. | 29. Januar 2006  | Montgenèvre | Halfpipe  |
| 2. | 27. Oktober 2011 | Saas-Fee    | Halfpipe  |

### Weitere Erfolge
- 3 Platzierungen unter den besten 20 im Nor-Am Cup
- 8 Siege in FIS-Rennen